# Abusejo (kommunhuvudort)
Abusejo är en kommunhuvudort i Spanien.   Den ligger i provinsen Provincia de Salamanca och regionen Kastilien och Leon, i den centrala delen av landet, 210 km väster om huvudstaden Madrid. Abusejo ligger 842 meter över havet och antalet invånare är 248.
Terrängen runt Abusejo är platt. Runt Abusejo är det mycket glesbefolkat, med 6 invånare per kvadratkilometer. Närmaste större samhälle är Tamames, 6,5 km sydost om Abusejo. Trakten runt Abusejo består i huvudsak av gräsmarker.